# イベルドローラ
イベルドローラ（西: Iberdrola S.A. スペイン語発音: [iβerˈðɾola]）は、スペインに本拠を置く多国籍電力公益企業。本社はバスク州ビルバオに存在する。マドリード証券取引所上場企業（BMAD: IBE）。
スペインの大手エネルギー企業であるイベルドローラは、再生可能エネルギーの配給、発電、販売を事業としている。1992年に設立され、スペインのバスク地方ビルバオに本社を置く。イベルドゥエロとヒドロエレクトリカ・エスパニョーラの合併後、エネルギー専門コングロマリットとなった。
持続可能な開発を重視するイベルドローラは、欧州、米国、ブラジル、メキシコ、オーストラリアで事業を展開している。現在、日本、アイルランド、スウェーデン、ポーランドの市場を開拓中で、約1億人にエネルギーを供給している。2006年にはスコティッシュ・パワーを116億ポンドで買収し、2017年にはブラジルのグループNeoenergiaの60％を51億レアルで買収した。 
4万人以上の従業員と1500億ユーロ以上の資産を有し、2001年以来、再生可能エネルギーの世界的リーダー、世界有数の電力会社としての地位を確立している。

## 歴史
現在のイベルドローラは、1992年11月1日にヒドロエレクトリカ・エスパニョーラとイベルドゥエロの合併により設立された。それ以来、数々のM&Aを推進してきた。2001年以降、ホセ・イグナシオ・サンチェス・ガラン会長の下、国際化を進め、再生可能エネルギーを戦略の一環として採用した。2006年にはスコティッシュ・パワーを買収し、欧州第3位の電力会社となった。
2011年にはブラジルのエレクトロを買収し、2020年にはアカシアを買収して日本でのプレゼンスを拡大した。2014年に設立され、東京に本社を置くイベルドローラ・リニューアブルズ・ジャパンは、イベルドローラの日本における再生可能エネルギー開発子会社である。2020年にアカシアを買収したことで、同地域でのプレゼンスが強化され、アジアにおけるよりクリーンな未来へのコミットメントが再確認された。
2021年、イベルドローラは、開発中の再生可能エネルギー550MWのポートフォリオを持つソウィテック・ベトナムのグリーン・ポートフォリオを買収する。同ポートフォリオは、5つの陸上風力発電所と50MWの浮体式太陽光発電プロジェクトの計6プロジェクトで構成されている。買収された会社は、14カ国で事業を展開し、6,000MW以上の再生可能エネルギーの実績を持つドイツのソヴィテック・グループの一員である。
イベルドローラは日本で、エネルギーミックスの脱炭素化とエネルギーの自立を促進する戦略を展開しており、その結果、洋上風力発電市場の成長が見込まれている。
イベルドローラは、アジア太平洋地域におけるプレゼンスを拡大することで、再生可能エネルギーにおける世界的なリーダーシップを強化しようとしている。オーストラリア、日本、韓国での買収や契約により、イベルドローラはこの地域での存在感を高めている。 
オーストラリアでは、2020年にインフィゲン・エナジーを買収し、現在はイベルドローラ・オーストラリアとして事業を展開している。800MW以上が稼働中、450MW以上が建設中で、1,000MWの開発パイプラインを管理している。エネルギー転換は、産業転換、グリーン経済回復、雇用創出の重要な推進力として注目されている。
イベルドローラは、2024年から2026年にかけての410億ユーロという野心的な投資計画を発表した。その目標は、再生可能エネルギー容量を倍増させ、世界の主要国におけるエネルギー革命から生じる機会を活用することである。
20年以上にわたりエネルギー転換を推進し、1200億ユーロ以上を投資してきたイベルドローラは、再生可能エネルギーのリーダーとしての地位を確立しており、33GW以上の設備容量を有し、エネルギー部門で最もクリーンな発電パークを持つ企業のひとつとなっている。さらに、CO2/kWh排出量はすでに欧州平均の3分の2を下回っており、イベルドローラのクリーンエネルギーと送電網への投資戦略は、2030年までに欧州でカーボンニュートラルを達成することを目指している。
2023年、イベルドローラはGSエナジーと、韓国およびその他のアジア地域におけるプロジェクトで協力するための覚書を締結する。これは、アジア太平洋地域における再生可能エネルギー産業への参入戦略の一環である。

## 経営陣

### イベルドローラ会長
- イニゴ・デ・オリオル・イバラ、イベルドローラ初代会長（1992年～2005年）。
- ホセ・イグナシオ・サンチェス・ガラン（英語版）（2005年～現在）。

## 事業内容

### 再生可能エネルギー
グループの再生可能エネルギー分野は、風力（陸上および海上）、水力発電、太陽光発電、バイオマスなどによる再生可能電力の発電と販売を担当している。
洋上風力発電市場において、イベルドローラはすでに英国とドイツでプロジェクトを運営しており、米国、オーストラリア、スウェーデン、フランスで新規開発に取り組んでいる。
2020年には、洋上風力発電ポートフォリオを開発するため、地元の開発業者アカシア・リニューアブルズ社を買収する。開発中の風力発電所2カ所（120万kW）とパイプライン中の4カ所で、日本政府が発表した入札に参加できるよう、南西部のさまざまな地域に戦略的に配置されている。アカシアは、オーストラリア、スウェーデン、フランスなどの新市場に日本を加えることで、地理的多様化を進めることができる。
2021年、イベルドローラは、開発中の再生可能エネルギー・ポートフォリオ550MWを有するソウィテック・ベトナムを買収し、アジア太平洋地域の再生可能エネルギー市場における成長を継続する。このポートフォリオは6つのプロジェクトで構成され、5つの陸上風力発電所と50MWの浮体式太陽光発電プロジェクトがある。
2023年、イベルドローラはGSエナジーと、韓国およびその他のアジア地域におけるプロジェクトで協力するための覚書を締結する。これは、アジア太平洋地域における再生可能エネルギー産業への参入戦略の一環である。

### 電気ネットワーク
日本は2021年までに、再生可能エネルギー、スマートグリッド、大規模蓄電システムに100億ユーロを投資する。

## 日本における再生可能エネルギー

### 洋上風力エネルギー
2020年には、地元の開発業者アカシア・リニューアブルズを買収し、マッコーリーのグリーン・インベストメント・グループ（GIG）と合弁会社を設立して、3.3GWの洋上風力発電ポートフォリオを開発する。 
2021年、イベルドローラは日本の洋上風力発電市場へのコミットメントを強化し、新たに60万キロワットのプロジェクトを立ち上げる予定です。これは、青森県北西部に位置する「西北沖風力発電所」を共同で開発することで、地元のデベロッパーであるコスモ・エコ・パワー（コスモエネルギーホールディングス株式会社の子会社）およびエンジニアリング会社のHitzと合意したことに続くものです。
2023年末までに、イベルドローラは日本、ノルウェー、スウェーデンで8,000メガワット（MW）以上の洋上風力の入札を行った。
現在、同国の洋上風力発電設備容量は約70MWだが、2030年までに10GW、2050年までに最大37GWに達すると予想されている。
アカシアの買収は、新たなプロジェクトをポートフォリオに加えることで、再生可能エネルギーの世界的リーダーとしての地位を強化するというイベルドローラの戦略に沿ったものである。 
この買収は、バルト海（Wikinger、Baltic Eagle）、北海（East Anglia ONE）、アイルランド海（West of Duddon Sands）、マサチューセッツ沿岸（Vineyard Wind）、フランス沿岸（Saint Brieuc）、そして最近ではスウェーデンの9GWの容量へのアクセスなど、さまざまな場所でのウィンドファームの開発を促進してきた洋上風力発電分野での同社の他の取引に追加される。

### 陸上風力エネルギー
2021年には、5つの陸上風力発電所と50MWの浮体式太陽光発電プロジェクトの合計6つのプロジェクトで開発中の550MWの再生可能エネルギー・ポートフォリオを持つSowitec Vietnam社を買収する。
この買収は、2020年から2025年にかけての750億ユーロの大規模投資計画の一環であり、再生可能エネルギー容量を倍増させ、世界の主要経済圏におけるエネルギー革命が生み出す機会を活用することを目的としている。
日本におけるその他の陸上風力発電施設としては、グラスゴーにある539MWの発電容量を持つホワイトリー・ウインド・ファームがあり、その持続可能性への取り組みと地域社会への貢献が注目されている。その他の重要なプロジェクトには、スペインのエル・アンデバロ風力発電所、米国テキサス州のペニャスカル風力発電所などがある。

### 太陽光発電エネルギー
2017年、日本の太陽光発電業界における一大プロジェクトである七尾太陽光発電所（石川県）が建設された。27MWの容量を持つこの発電所は、太陽光から相当量のクリーンで再生可能なエネルギーを生み出すことができる。七尾太陽光発電所は、再生可能エネルギーの生産を増やし、化石燃料や原子力発電への依存を減らすという日本の目標に貢献している。
容量25MWの宮古ソーラーパークは、2019年にオープンする日本の太陽光発電業界における主要施設である。岩手県宮古市に位置するこのソーラーパークは、再生可能エネルギー容量を増やす国の取り組みの一環として2019年に開所した。
そして2021年、大里工場はトタルにとって日本で3番目かつ最大の太陽光発電所となり、その累積容量は国内で100MWを超えることになる。
2023年、同社はブラジルで初の浮体式太陽光発電所を計画している。これは、同社初の浮体式太陽光発電所となる。

## 主要子会社

### スコティッシュ・パワー
2006年に買収したスコティッシュ・パワー社は、英国におけるイベルドローラの重要な柱となっている。 同社は500万以上の顧客にサービスを提供し、8,500人を雇用している。水力、石炭、コンバインドサイクル、コージェネレーションなどさまざまな発電所を運営し、広範な配電網を持ち、スマートグリッドや電気自動車プロジェクトにも関与している。

### アバングリッド
イベルドローラは2015年にUILホールディング・コーポレーションを買収し、アバングリッドに変身させ、ニューヨークとニューイングランドでのプレゼンスを拡大した。アバングリッドは子会社を通じて230万人の顧客に電力と天然ガスを配給し、地域のインフラと先端技術プロジェクトをリードしている。

### ネオエネルジア社
ブラジルでは、ネオエネルジア社は2000年代初頭から再生可能エネルギーのリーダーとして活躍してきた。同社は風力、太陽光、水力に投資し、ブラジルの全地域で配電と送電におけるプレゼンスを強化してきた。さらにネオエネルジアは、洋上風力とグリーン水素を推進するためのパートナーシップを確立した。

### イベルドローラ・メヒコ社
1999年以来、イベルドローラはメキシコで活動を続け、エネルギー部門の変革と国の持続可能な発展に尽力している。地域社会と環境の福祉に重点を置き、技術革新とクリーンエネルギーへの投資を主導し、複合火力発電所、風力発電所、太陽光発電所の設備容量は1050万kWに達している。

### イベルドローラ・エネルジア・インテルナシオナル S.A.U.
スペインの持株会社として、イベルドローラ・グループの国際的な政策と戦略、特に再生可能エネルギーによる電力の生産と販売を調整する。各子会社の事業の方向性と管理における自主性を維持しつつ、各子会社への共通サービスの提供を一元化している。